# Нова Відьянто
Нова Відьянто  (індонез. Nova Widianto, 10 жовтня 1977) — індонезійський бадмінтоніст, олімпійський медаліст.

## Виступи на Олімпіадах
| Олімпіада  | Дисципліна | Місце |
| ---------- | ---------- | ----- |
| Афіни 2004 | мікст      | 5T    |
| Пекін 2008 | мікст      | 2     |